# 王润生
王润生（1919年9月—2015年1月2日），原名张震华，福建闽侯人，中华人民共和国政治人物。

## 生平
王润生1937年1月到延安中央印刷厂当工人，参加革命工作。同年4月起在抗大二期学习，后调到八路军115师，任343旅警卫连文化教员，师供给部训练队、缝制厂指导员，师供给部宣传干事、秘书。1937年10月加入中国共产党。1943年1月后，任山东省乳山县工商局局长，烟台市工商局副局长，大连大华公司经理，旅大财委调研室主任、行署计划局秘书长。中华人民共和国成立后，担任中国驻波兰、民主德国、柬埔寨大使馆商务参赞、中国机械进出口总公司副总经理。后升任对外贸易部副部长、中华人民共和国驻联合国代表团副代表。1980年，改任海关总署署长、党组书记，对外经济贸易部、对外贸易经济合作部顾问，中国海外贸易有限公司董事长。
第七届全国人大常委会委员、财政经济委员会委员。
2015年1月2日去世。